# Shion Kokubun
Shion Kokubun (國分 紫苑 Kokubun Shion?,  Sapporo, Hokkaidō, Japón, 24 de diciembre de 1991) es una ex-patinadora de patinaje artístico sobre hielo japonesa. Kokubun ganó el Golden Spin de Zagreb de 2009.

## Carrera
Nacida en Sapporo, Hokkaidō, Kokubun comenzó a patinar a la edad de cuatro años. Se posicionó en el puesto número once del Campeonato Juvenil de Patinaje Artístico All Japan de 2008 y fue designada como patinadora de apoyo júnior en la siguiente temporada (2009-10). También ganó el Golden Spin de 2009. Kokubun se retiró del patinaje durante la temporada de 2013-2014.

## Programas
| Temporada | Programa corto                                                     | Programa libre                        |
| --------- | ------------------------------------------------------------------ | ------------------------------------- |
| 2010–11   | - Sayuri (de la película Memorias de una geisha) por John Williams | - Rhapsody in Blue de George Gershwin |

## Aspectos competitivos
| Internacional               | Internacional | Internacional | Internacional | Internacional | Internacional | Internacional | Internacional | Internacional | Internacional | Internacional | Internacional |
| Evento                      | 03–04         | 04–05         | 05–06         | 06–07         | 07–08         | 08–09         | 09–10         | 10–11         | 11–12         | 12–13         | 13–14         |
| --------------------------- | ------------- | ------------- | ------------- | ------------- | ------------- | ------------- | ------------- | ------------- | ------------- | ------------- | ------------- |
| Golden Spin                 |               |               |               |               |               |               | 1.er          |               |               |               |               |
| Trofeo Nebelhorn            |               |               |               |               |               |               |               |               | 4.º           |               |               |
| Universiade                 |               |               |               |               |               |               |               | 3.er          |               |               |               |
| Internacional: Juvenil      |               |               |               |               |               |               |               |               |               |               |               |
| JGP Japón                   |               |               |               |               |               |               |               | 5.º           |               |               |               |
| JGP Rumania                 |               |               |               |               |               |               |               | 3.er          |               |               |               |
| Nacionales                  |               |               |               |               |               |               |               |               |               |               |               |
| Campeonato de Japón         |               |               |               |               |               |               | 14.º          | 19.º          | 17.º          |               | 22nd          |
| Campeonato Juvenil de Japón |               |               |               | 13.º          | 15.º          | 11.º          |               |               |               |               |               |
| Campeonato Juvenil de Japón | 14.º          | 8.º           |               |               |               |               |               |               |               |               |               |
| East Japan Sectionals       |               |               |               | 9.º J.        | 1voh J.       | 8.º J.        | 1.er          |               |               |               |               |
| Tohoku/ Hokkaidō            | 4.º N.        | 4.º N.        | 10.º J.       | 3.er J.       | 3.er J.       | 3.er J.       | 1.er          |               |               |               |               |